# 정읍수성초등학교
정읍수성초등학교는 대한민국 대한민국 전북특별자치도 정읍시에 있는 공립 초등학교이다.

## 연혁
- 1995년 9월 1일: 정읍수성초등학교 개교(14학급)
- 1996년 3월 1일: 정읍수성초등학교로 개명(18학급)
- 1996년 3월 1일: 정읍수성초등학교 병설유치원 개원(2학급)
- 2005년 3월 1일: 전라북도교육청지정 음악과교과교육 연구학교지정
- 2009년 3월 1일: 전라북도교육청지정 교원능력개발평가 시범학교
- 2015년 3월 1일: 18학급 편성(특수학급 포함)

## 참고 자료
- 정읍수성초등학교 - 한국교육학술정보원 학교알리미